# الباب النبطي
يقع الباب النبطي في مدينة بصرى (جنوب سورية) ويعود تاريخ بنائه إلى القرن الأول الميلادي، يتكون من قوس مركزي من قوسين جانبيين، واجهته الشرقية والغربية متشابهة ومزينة بأنصاف أعمدة بارزة مكللة بتيجان نبطية مع محاريب لوضع التماثيل، يتوج البناء واجهة مثلثية وفقا للطراز الهلنستي.